# Akhaltsikhe
 (janvier 2016).
Si vous disposez d'ouvrages ou d'articles de référence ou si vous connaissez des sites web de qualité traitant du thème abordé ici, merci de compléter l'article en donnant les références utiles à sa vérifiabilité et en les liant à la section « Notes et références ».
Akhaltsikhe (en géorgien : ახალციხე) est une ville de Géorgie, arrosée par un affluent de la Koura et desservie par l'autoroute S8.

## Étymologie
Le nom Akhaltsikhe est composé des mots géorgiens : ახალი akhali (« nouveau ») et ციხე tsikhe (« fort »). On pourrait donc le traduire par « Nouveau-Fort » ou « Châteauneuf ».

## Histoire
Cette ville, capitale de la principauté de Samtskhé, conquise par les Ottomans en 1576, était depuis 1626 le chef-lieu d'un pachalik turc de même nom (pachalik d'Akhaltsikh ou de Tcheldir) qui comprenait une partie de l'Arménie et de la Géorgie turque. Elle a été cédée par les Ottomans aux Russes en 1829, puis définitivement intégrée à la Géorgie russe en 1783 par le traité de Gueorguievsk[Quoi ?].

## Patrimoine

### Château de Rabati
Le château de Rabati, établi par Gouaram Mamphali (roi de Tao-Klarjeti), vers 850-870, est longtemps connu comme château de Lomisa. En 1393, les troupes de Tamerlan occupent la ville sans s'emparer du château. En 1590, par le traité de Constantinople, l'ensemble du territoire devient ottoman.
Sous la présidence de Mikheil Saakachvili (2004-2013), une restauration accélérée a été engagée, qui a tenté d'en faire une synthèse de toutes les influences qu'a vécues la région. La protection des monuments historiques n'a pas été respectée. Le résultat est un étonnant mélange de styles architecturaux, dont un modèle pourrait en être l'Alhambra de Grenade.

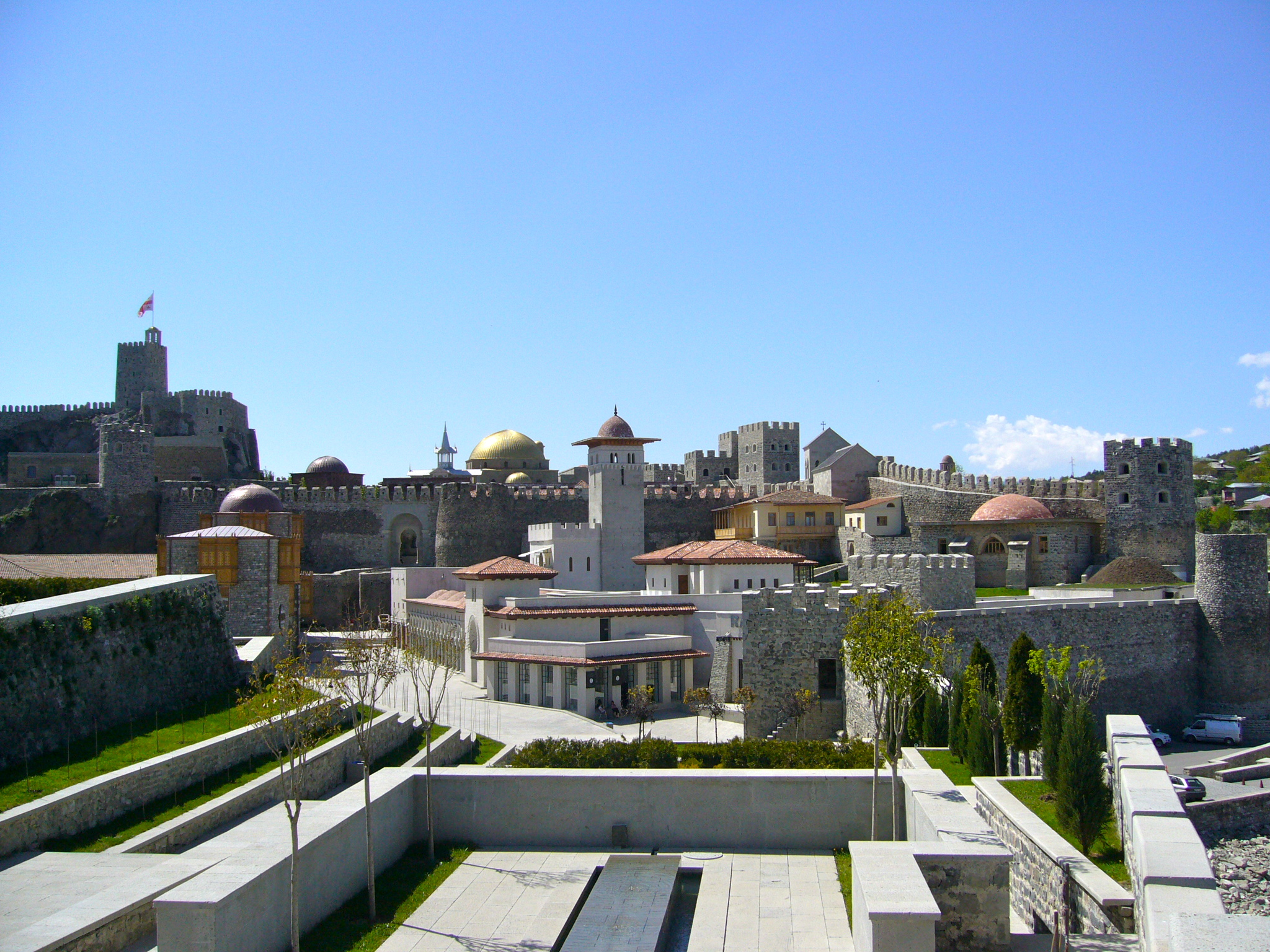
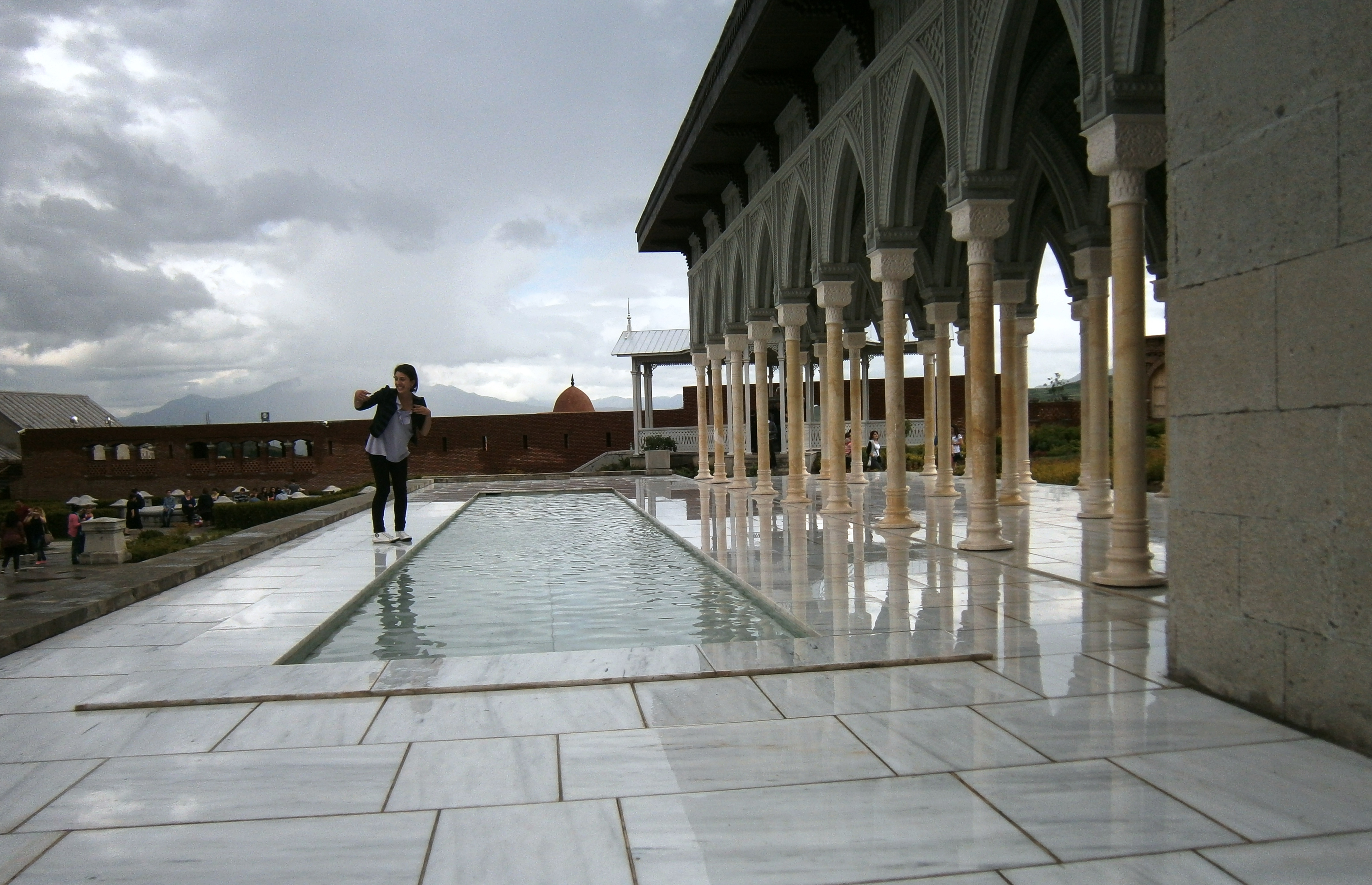
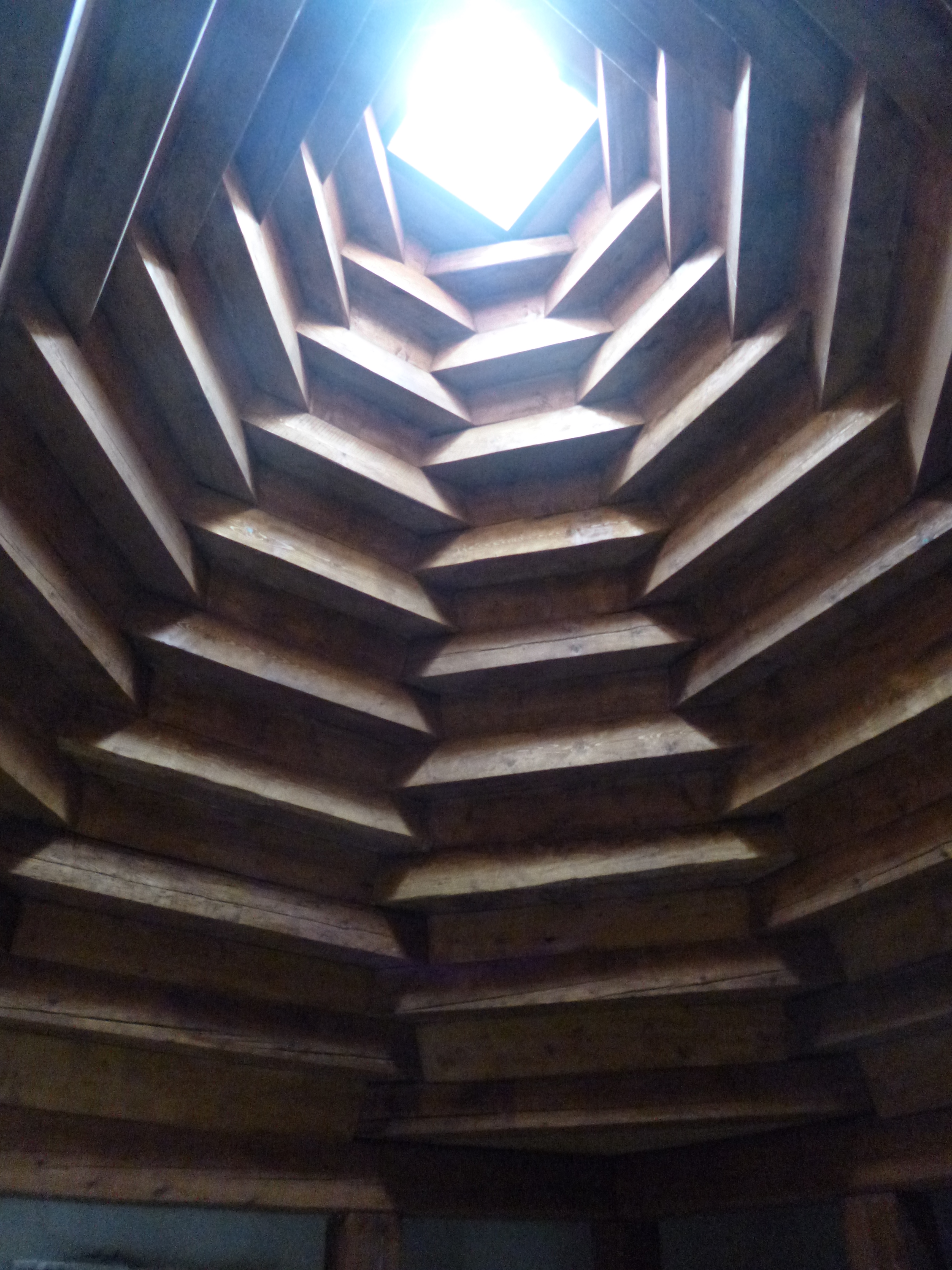

## Jumelages
| Ville | Ville   | Pays | Pays    |
| ----- | ------- | ---- | ------- |
|       | Ardahan |      | Turquie |
|       | Artvin  |      | Turquie |

## Personnalités
- Le père de Charles Aznavour, Micha Aznavourian, y est né en 1897.
- Natela Svanidze (1926-), compositrice géorgienne, y est née.